# Jean Pommat
Jean Pommat est un nageur français né le 30 août 1944 à Aubervilliers et décédé le 24 mars 2006 à Châtenay-Malabry.
Il est membre de l'équipe de France aux Jeux olympiques d'été de 1960, prenant part au 400 mètres nage libre et au relais 4x100 mètres quatre nages ; il échoue à chaque fois en séries de qualification.
Il a été champion de France de natation en bassin de 50 mètres sur 100 mètres papillon à huit reprises (été 1961, hiver 1962, été 1964, hiver et été 1964, hiver et été 1965), sur 200 mètres papillon à six reprises (hiver et été 1962, été 1963, été 1964, été 1965, hiver 1966), sur 200 mètres nage libre à l'hiver 1965 et sur 400 mètres nage libre à l'été 1963.
Il a été aussi le premier nageur français à passer sous la minute au 100m papillon.
En club, il a été licencié au Stade français.
Il a également été entraîneur du club des Mouettes de Paris jusqu'en 1985. 
Il a été ensuite entraîneur du Stade Français Olympique Courbevoie (SFOC) de 1985 à 1988.
Il a continué sa carrière d’entraîneur au CS Meaux Natation (77) jusqu’à la toute fin des années 90, amenant notamment la nageuse Ingrid Bourre au titre de championne de France sur 200 mètres nage libre en 1994.